# Regniowez
 Regniowez  es una población y comuna francesa, en la región de Champaña-Ardenas, departamento de Ardenas, en el distrito de Charleville-Mézières y cantón de Rocroi.

## Enlaces externos

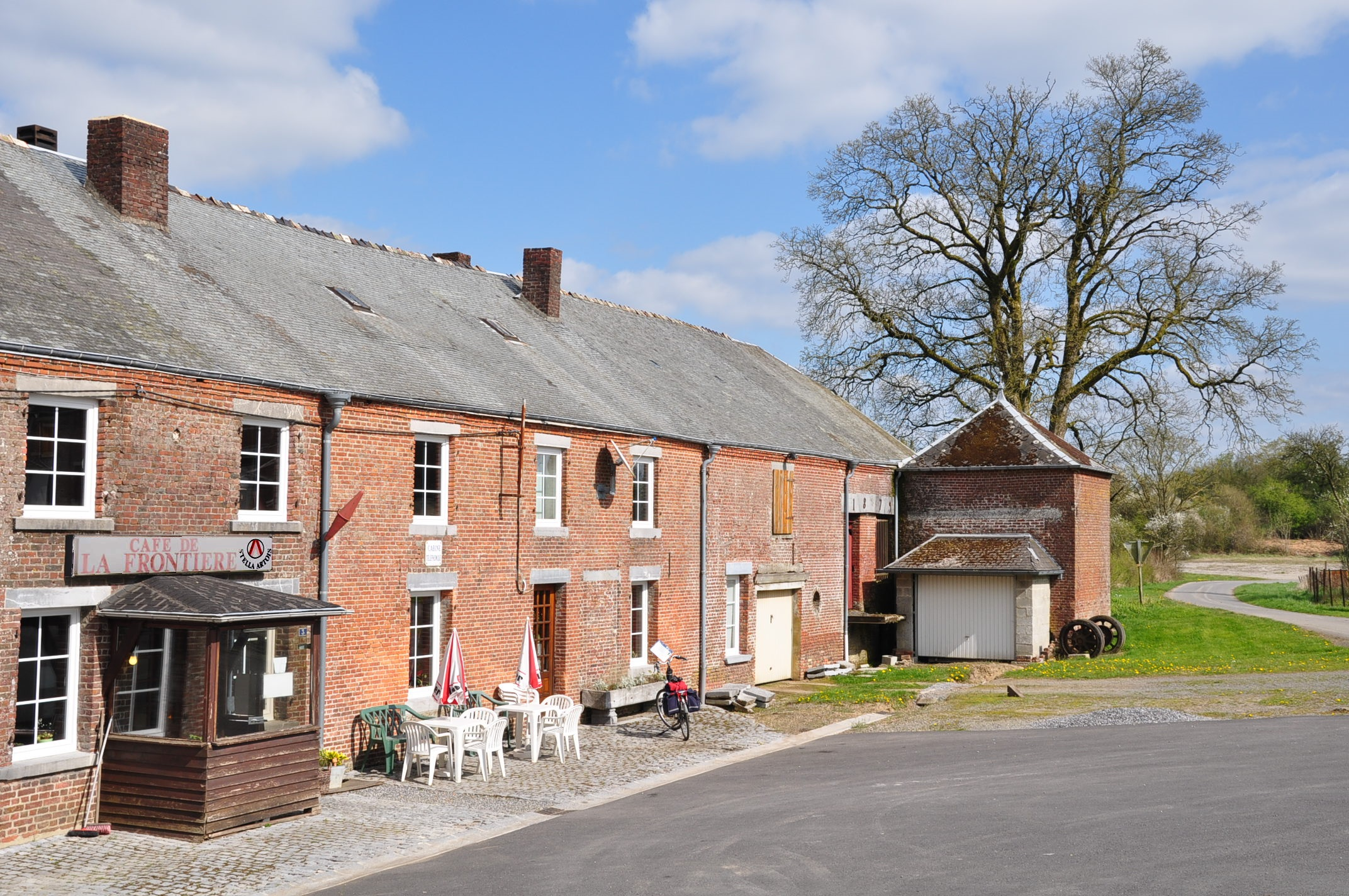
Cafe de la Frontera

## Demografía
| 416 | 344 | 355 | 357 | 366 | 396 |
| Para los censos de 1962 a 1999 la población legal corresponde a la población sin duplicidades (Fuente: INSEE [Consultar]) |     |     |     |     |     |